# تخليق الأوليغونوكليوتايد
تخليق الأوليغونوكليوتايد هو التخليق الكيميائي لأجزاء قصيرة نسبيًا من الأحماض النووية ذات التركيب الكيميائي المحدد ( التسلسل ). هذه التقنية مفيدة للغاية في الممارسة المعملية الحالية لأنها توفر وصولاً سريعًا وغير مكلف إلى وأليغونوكليوتيدات مصنوعة خصيصًا بالتسلسل المطلوب. 
في حين أن الإنزيمات تقوم بتصنيع DNA وRNA فقط في اتجاه 5' إلى 3' ، فإن تخليق الأوليغونوكليوتايد الكيميائي ليس له هذا القيد، على الرغم من أنه يتم في أغلب الأحيان في الاتجاه المعاكس، 3' إلى 5'. 
حاليًا، يتم تنفيذ العملية كتوليف في الطور الصلب بطريقة الفوسفورميديت وكتل بناء الفوسفورميديت المشتقة من 2'-ديوكسينوكليوسيدات المحمية ( dA ، dC ، dG ، و T )، أو الريبونوكليوسيدات ( A ، C ، G ، و U )، أو كيميائيًا النيوكليوسيدات المعدلة، على سبيل المثال LNA أو BNA .
للحصول على الأوليغونوكليوتايد المطلوب، يتم ربط وحدات البناء بشكل تسلسلي بسلسلة الأوليغونوكليوتايد المتنامية بالترتيب الذي يتطلبه تسلسل المنتج (انظر الدورة التركيبية أدناه).
تمت أتمتة العملية بالكامل منذ أواخر السبعينيات. عند الانتهاء من تجميع السلسلة، يتم تحرير المنتج من المرحلة الصلبة إلى المحلول، وإزالة الحماية منه، وتجميعه.
يؤدي حدوث التفاعلات الجانبية إلى تحديد الحدود العملية لطول الأوليغونوكليوتايدات الإصطناعية (تصل إلى حوالي 200 من بقايا النيوكليوتايدات ) لأن عدد الأخطاء يتراكم مع طول الأوليغونوكليوتايدات التي يتم تصنيعها.
غالبًا ما يتم عزل المنتجات بواسطة تحليل كروماتوجرافي سائل عالي الأداء (HPLC) للحصول على أوليغونوكليوتايدات مرغوبة بدرجة نقاء عالية. 
عادةً ما تكون الأوليغونوكليوتايدات الأصطناعية عبارة عن جزيئات DNA أو RNA مفردة الجديلة يبلغ طولها حوالي 15-25 قاعدة.
تجد الأوليغونوكليوتايدات مجموعة متنوعة من التطبيقات في البيولوجيا الجزيئية والطب. يتم استخدامها بشكل شائع كأوليغونوكليوتايدات مضادة للاتجاه ، وحمض نووي ريبي متداخل صغير ، ومبادئ تمهيدية لتسلسل الحمض النووي وتضخيمه ، وتحريات للكشف عن الحمض النووي أو الحمض النووي الريبوزي التكميلي عبر التهجين الجزيئي، وأدوات لإدخال الطفرات ومواقع التقييد المستهدفة، ولتخليق الجينات الاصطناعية . 
أحد التطبيقات الناشئة لتخليق الأوليغونوكليوتايد هو إعادة إنشاء الفيروسات من التسلسل وحده - إما غير ضارة، مثل Phi_X_174 ، أو خطيرة مثل فيروس الأنفلونزا 1917 أو SARS-CoV-2 .

## التاريخ
شهد تطور تخليق الأوليغونوكليوتايد أربع طرق رئيسية لتشكيل الروابط بين النيوكليوسيديات وتمت مراجعتها في الأدبيات بتفصيل كبير.

### العمل المبكر وتوليف الفوسفونيت-h

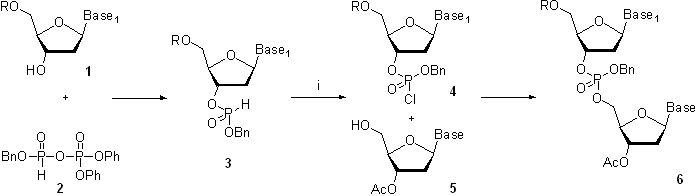
مخطط. 1. ن-الكلوروسكسينيميد; BN=-CH_{2}PH

في أوائل الخمسينيات من القرن الماضي، كانت مجموعة ألكسندر تود رائدة في طرق اختبار الفوسفات الهيدروجيني والفوسفات لتخليق الأوليغونوكليوتايد. تفاعل المركبات 1 و 2 لتكوين ثنائي إستر الفوسفونات الهيدروجينية 3 هو اقتران الفوسفونات الهيدروجينية في المحلول بينما تتفاعل المركبات 4 و 5 لتعطي 6 وهو اقتران ثلاثي إستر فوسفوتي (انظر تخليق إستر الفوسفو أدناه).

المخطط 2. تخليق الأوليغونوكليوتايدات بطريقة H-فوسفات

بعد ثلاثين عامًا، ألهم هذا العمل، بشكل مستقل، مجموعتين بحثيتين لتبني كيمياء الفوسفونات الهيدروجينية في تخليق المرحلة الصلبة باستخدام أحاديات نوكليوزيد الفوسفونات الهيدروجينية 7 كوحدات بناء وكلوريد البيفالويل، 2،4،6-ثلاثي إيزوبروبيل بنزين سلفونيل كلوريد (TPS). -Cl)، ومركبات أخرى كمنشطات. أدى التنفيذ العملي لطريقة الفوسفونات الهيدروجينية إلى دورة تركيبية قصيرة وبسيطة جدًا تتكون من خطوتين فقط، الإزالة والاقتران (المخطط 2). يتم إجراء أكسدة روابط ثنائي إستر الفوسفونات الهيدروجينية الداخلية في 8 إلى روابط فوسفوديستر في 9 بمحلول اليود في البيريدين المائي في نهاية مجموعة السلسلة بدلاً من أن تكون خطوة في الدورة الاصطناعية. إذا كان مرغوباً، يمكن إجراء الأكسدة تحت الظروف اللامائية. بدلاً من ذلك، يمكن تحويل 8 إلى فوسفوروثيوات 10 أو فوسفوروسيلينوات 11 (X = Se)، أو أكسدته بواسطة CCl 4 في وجود أمينات أولية أو ثانوية إلى نظائر فوسفورميدات 12. . تعتبر هذه الطريقة مريحة للغاية حيث يمكن إدخال أنواع مختلفة من تعديلات الفوسفات (فوسفات/فوسفوروثيوات/فوسفورميدات) إلى نفس الأوليغونوكليوتايد لتعديل خصائصه.
في أغلب الأحيان، تكون وحدات بناء الفوسفونات الهيدروجينية محمية عند مجموعة 5'-هيدروكسي وعند المجموعة الأمينية للقواعد النووية A وC وG بنفس الطريقة التي تتم بها حماية وحدات بناء الفوسفونيت (انظر أدناه). ومع ذلك، فإن الحماية في المجموعة الأمينية ليست إلزامية.

### تخليق الفوسفوديستر

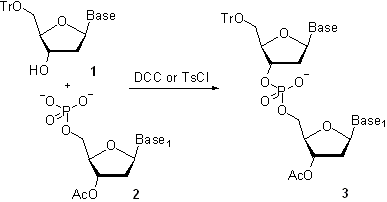
مخطط. 3 اقتران الأوليغونوكليوتايد بطريقة فوسفوديستر. Tr = -CPh _{3}

في الخمسينيات من القرن العشرين، طور هار غوبند خورانا وزملاؤه طريقة فوسفوديستر حيث تم تنشيط 3'- O -أسيتيل نوكليوسيد-5'- O -فوسفات 2 (المخطط 3) مع ن ، ن ' -ثنائي سيكلوهيكسيل كاربوديميد (DCC) أو 4-تولوين سلفونيل. كلوريد (Ts-Cl). عند إزالة مجموعة 3'- O -الأسيتيل باستخدام التحلل المائي المحفز بالقاعدة، نتج المزيد من استطالة السلسلة. باتباع هذه المنهجية، تم تصنيع مجموعات من النوكليوتيدات ثلاثية ورباعية الأكسجين وتم تحويلها إنزيميًا إلى أوليغونوكليوتايدات أطول، مما سمح بتوضيح الشفرة الوراثية . يتمثل القيد الرئيسي لطريقة الفوسفوديستر في تكوين أوليجومرات بيروفسفات وأوليغونوكليوتايدات متفرعة في الفوسفات إنترنوكليوسيديك. تبدو هذه الطريقة بمثابة خطوة إلى الوراء من الكيمياء الأكثر انتقائية الموصوفة سابقًا؛ ومع ذلك، في ذلك الوقت، لم تكن معظم مجموعات حماية الفوسفات المتاحة الآن قد تم تقديمها بعد. استلزم الافتقار إلى استراتيجية الحماية الملائمة التراجع إلى كيمياء أبطأ وأقل انتقائية لتحقيق الهدف النهائي للدراسة.

### تخليق الفوسفوتريستر

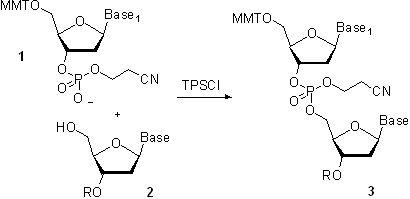
المخطط 4. اقتران قليل النوكليوتيد بطريقة الفوسفوتريستر؛ MMT = -CPh _{2} (4 _{-} _{MeOC6H4}).

في ستينيات القرن العشرين، طورت مجموعات بقيادة آر. ليتسينغر  وسي. ريس  طريقة تحليل الفوسفوتستر. كان الاختلاف المحدد عن نهج ثنائي إستر الفوسفود هو حماية شحنة الفوسفات في كتلة البناء 1 (المخطط 4) وفي المنتج 3 مع مجموعة 2-سيانو إيثيل . هذا يمنع تكوين أوليغونوكليوتايدات متفرعة في الفوسفات بين النووي. سمحت الانتقائية العالية للطريقة باستخدام عوامل اقتران ومحفزات أكثر كفاءة،   مما أدى إلى تقليل طول عملية التوليف بشكل كبير. تم أيضًا تطبيق الطريقة، التي تم تطويرها في البداية لتخليق مرحلة المحلول، على البوليسترين "الفشار" منخفض الارتباط،  وبعد ذلك على الزجاج المسامي المتحكم فيه (CPG، راجع "مواد الدعم الصلبة" أدناه)، مما أدى إلى بدء عملية بحث ضخمة في تخليق المرحلة الصلبة من الأوليغونوكليوتايدات وأدى في النهاية إلى أتمتة تجميع سلسلة أوليغونوكليوتايد.

### تخليق ترايستر الفوسفيت
في السبعينيات، تم استخدام مشتقات النيوكليوسيدات P(III) الأكثر تفاعلية، 3'- O- كلوروفوسفيت، بنجاح لتكوين روابط بين النيوكليوسيدات. وأدى ذلك إلى اكتشاف منهجية تريستر الفوسفيت . استفادت المجموعة التي يقودها م. كاروثرز من 1 رباعي الفوسفات الهيدروجيني الأقل عدوانية والأكثر انتقائية ونفذت الطريقة على الطور الصلب. وبعد فترة وجيزة جدًا، قام العمال من نفس المجموعة بتحسين الطريقة باستخدام فوسفوراميديت النيوكليوزيد الأكثر استقرارًا كوحدات بناء. أدى استخدام مجموعة 2-سيانو إيثيل الفوسفيت المحمية بدلاً من مجموعة ميثيل الأقل سهولة في الاستخدام   إلى ظهور فوسفوراميديت النيوكليوزيد المستخدم حاليًا في تخليق الأوليغونوكليوتايد (انظر وحدات بناء الفوسفوراميديت أدناه). العديد من التحسينات اللاحقة على تصنيع كتل البناء، ومركبات اوليغونوكليوتايدات، والبروتوكولات الاصطناعية جعلت من كيمياء الفوسفوراميديت طريقة موثوقة للغاية ومناسبة للاختيار لتحضير الأوليغونوكليوتايدات الاصطناعية.